# Kleinwenkheim
Kleinwenkheim ist ein Gemeindeteil der Stadt Münnerstadt im unterfränkischen Landkreis Bad Kissingen in Bayern.

## Geographische Lage
Das Pfarrdorf liegt östlich des Kernortes an der Wannig. Die durch den Ort verlaufende Staatsstraße 2282 führt über Brünn und Althausen, die Bundesautobahn 71 kreuzend, nach Münnerstadt und ostwärts nach Großwenkheim. Die durch den Ort verlaufende Kreisstraße KG 11 geht nordwärts in die Kreisstraße NES 15 über und führt südwärts nach Wermerichshausen.

## Geschichte
In einer Urkunde aus dem Jahre 788 wurde der Ort als „Wenkheim“ erstmals genannt, als die Mattonen dem Kloster Fulda Teile ihres Erbes übereigneten. Erst im 13. Jahrhundert wurde zwischen Groß- (Maiori Weinghem) und Kleinwenkheim (Weynckheim minor) unterschieden. 1219 wurde Kleinwenkheim dem Kloster Maria Bildhausen geschenkt und es blieb bis zur Säkularisation 1803 ein Klosterdorf.
Die baufällig gewordene Kirche wurde 1588 bis 1589 neu erbaut. Die St.-Nikolaus-Kirche wurde im Jahre 1615 geweiht. Die Pfarrei wurde 1871 gegründet.
Am 1. Januar 1972 wurde die zuvor selbstständige Gemeinde Kleinwenkheim mit seinen Gemeindeteilen (Kloster Maria Bildhausen sowie Einöden Rindheim und Wambergsmühle) im Zuge der Gebietsreform in Bayern nach Münnerstadt eingegliedert.

## Persönlichkeiten
- Balthasar Wüst, auch Pater Coelestin (* 30. Januar 1720 in Kleinwenkheim; † 7. Februar 1761 in Mainz), Augustiner-Pater, Musiker und Komponist
- Petrus (Josef Valentin) Gernert (* 14. Februar 1882 in Kleinwenkheim; † 3. Juli 1949 im Gefängnis Oksadok Nordkorea), Missionsbenediktiner, Märtyrer von Tokwon [3]

## Sonstiges
- Im Dorf gibt es ein Dorfgemeinschaftshaus.